# Max Romeo
Maxwell Smith (født 22. november 1944, død 11. april 2025), bedre kendt som Max Romeo var en sanger fra Jamaica.